# Шеврмон
Шеврмон (фр. Chèvremont) је насељено место у Француској у региону Франш-Конте, у департману Територија Белфор.
По подацима из 2011. године у општини је живело 1542 становника, а густина насељености је износила 174,63 становника/km².

## Демографија
| 1962. | 1968. | 1975. | 1982. | 1990. | 2011. |
| ----- | ----- | ----- | ----- | ----- | ----- |
| 526   | 634   | 742   | 905   | 1.040 | 1.542 |